# Francesc Murgadas

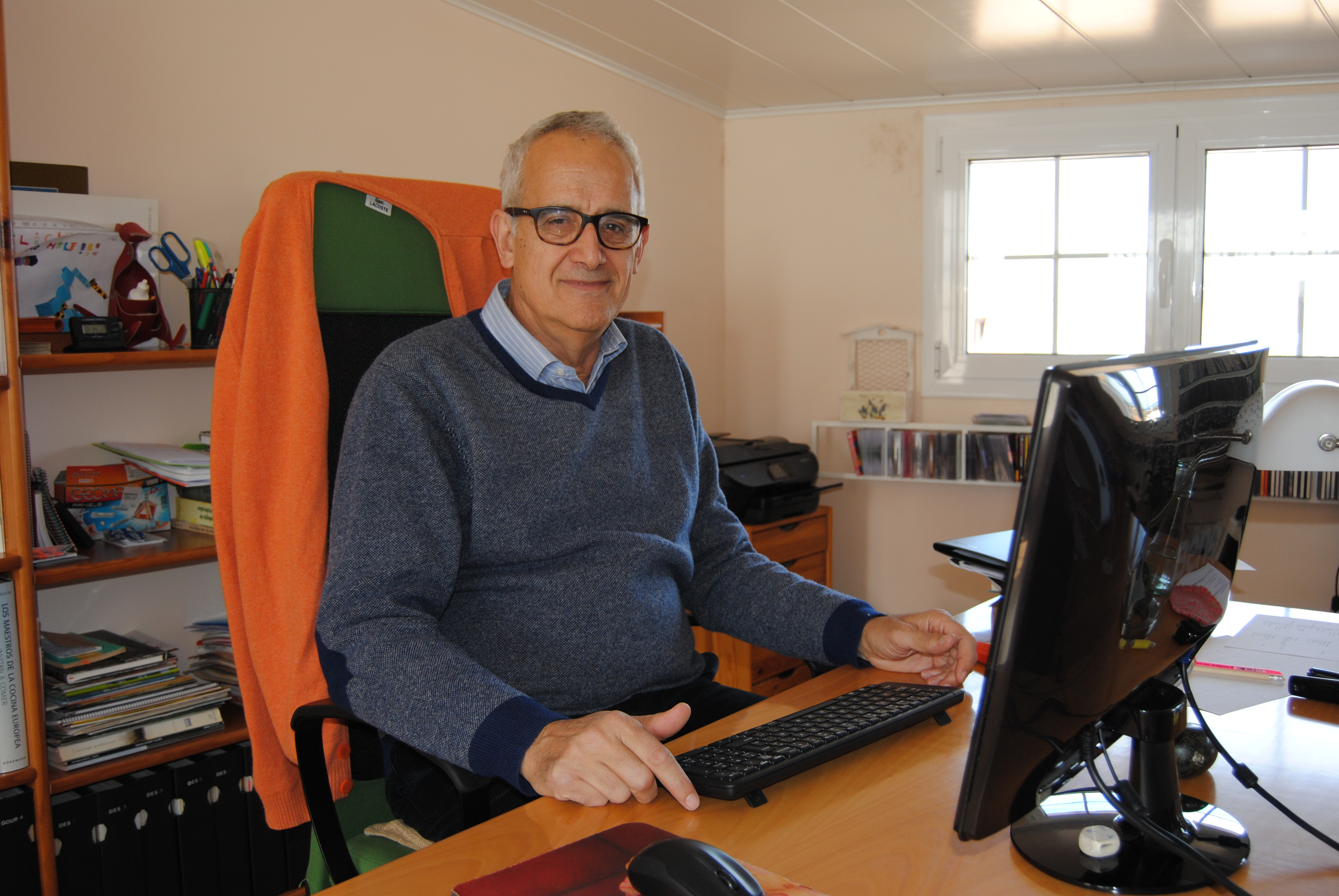

Francesc Murgadas, Villanueva y Geltrú 1948 (Barcelona) es biólogo y periodista español especializado en gastronomía.

## Biografía
Licenciado en Ciencias Biológicas, ha compaginado su cátedra de Ciencias Naturales con el mundo de la gastronomía y la cocina; impartiendo clases de gastronomía en ciclos formativos, en postgrados de Alta Cocina en Sant Ignasi de Sarrià i en la diplomatura de turismo de la Universidad Ramon Llull.
También combinó esas actividades con colaboraciones en diversos medios de comunicación. Tras una etapa inicial, larga e intensa, en Ràdio 4 y Radio 1 de RNE, y de una estancia de cinco años en Catalunya Ràdio como colaborador del programa "La solució", ha recalado, durante cinco temporadas, en COM Ràdio, colaborando con Miquel Giménez (Això no toca", "La divina Comedia" y "Digues COM"), Clara Sanchez Castro (Serendipia), i Lluís Montserrat ("ICult" i "Exquisit"). Colabora, entre otras, en la revista Cuina y, desde hace veinte años, es miembro del consejo de redacción de La Fura, donde publica semanalmente diversos escritos como un bloque de recetas, y, desde 1998, un delantal irónico diario "La Murga", en la versión electrónica de dicha publicación. Con Penedès Edicions, la empresa editora de La Fura, editó la trilogía Els productes a taula, Joc de fogons i Els estris a taula. Actualmente reside en el municipio de Las Cabanyas.